# Cleptometopus
Cleptometopus är ett släkte av skalbaggar. Cleptometopus ingår i familjen långhorningar.

## Dottertaxa tillCleptometopus, i alfabetisk ordning[1]
- Cleptometopus angustifrons
- Cleptometopus annulaticornis
- Cleptometopus armatus
- Cleptometopus assamanus
- Cleptometopus auratoides
- Cleptometopus aureovittatus
- Cleptometopus basifossulatus
- Cleptometopus bhutanensis
- Cleptometopus biapicatus
- Cleptometopus bimaculatus
- Cleptometopus cameroni
- Cleptometopus camuripes
- Cleptometopus celebensis
- Cleptometopus cephalotes
- Cleptometopus enganensis
- Cleptometopus filiferus
- Cleptometopus fisheri
- Cleptometopus flavolineatus
- Cleptometopus fuscosignatus
- Cleptometopus grandis
- Cleptometopus grossepunctatus
- Cleptometopus humeralis
- Cleptometopus indistinctus
- Cleptometopus invitticollis
- Cleptometopus javanicus
- Cleptometopus lepturoides
- Cleptometopus lobatus
- Cleptometopus luteonotatus
- Cleptometopus malaisei
- Cleptometopus mimolivaceus
- Cleptometopus mindanaonis
- Cleptometopus minor
- Cleptometopus mniszechii
- Cleptometopus montanus
- Cleptometopus motuoensis
- Cleptometopus niasensis
- Cleptometopus niasicus
- Cleptometopus ochreomaculatus
- Cleptometopus ochreoscutellaris
- Cleptometopus olivaceus
- Cleptometopus orientalis
- Cleptometopus padangensis
- Cleptometopus papuanus
- Cleptometopus parolivaceus
- Cleptometopus perakensis
- Cleptometopus pseudolivaceus
- Cleptometopus pseudotenellus
- Cleptometopus schmidi
- Cleptometopus scutellatus
- Cleptometopus sericeus
- Cleptometopus sikkimensis
- Cleptometopus similaris
- Cleptometopus similis
- Cleptometopus simillimus
- Cleptometopus strandi
- Cleptometopus striatopunctatus
- Cleptometopus subolivaceus
- Cleptometopus subteraureus
- Cleptometopus subundulatus
- Cleptometopus sumatranus
- Cleptometopus tenellus
- Cleptometopus terrestris
- Cleptometopus trilineatus
- Cleptometopus undulatus
- Cleptometopus unicolor